# August Wagener
August Wagener (ur. 1865 w Rawiczu, zm. 30 czerwca 1913) – prof. zwycz. mechaniki cieplnej i maszyn tłokowych.

## Życiorys
Absolwent Politechniki Akwizgrańskiej, po uzyskaniu dyplomu pracował w przemyśle motoryzacyjnym.
Od 1904 prof. zwyczajny mechaniki cieplnej i maszyn tłokowych Politechniki Gdańskiej, w latach 1912–1913. Zmarł ostatniego dnia pełnienia funkcji rektorskich.